# 바흐실로 파툴라예프
바흐실로 파툴라예프(우즈베크어: Baxshillo Fatullayev, 1964년 9월 15일 ~ )는 우즈베키스탄의 배우. 황금나비상 남우주연상 2회(2010, 2013) 수상자이다.

## 전기
바흐실로 파툴라예프는 1964년 9월 15일 부하라에서 태어났습니다. 고등학교를 졸업한 후 그는 오스트로프스키의 이름을 딴 타슈켄트 국립극장 및 예술원에 입학하여 1986년에 졸업했다.

## 직업
1986년부터 1989년까지 바흐실로 파툴라예프는 부하라 지역 문화센터의 책임자로 일했습니다. 2012년에 그는 사이드 묵흐토로프의 영화 "파리요드"의 아버지가 되었습니다. 2014년 영화 '티어스'에서의 그녀의 역할은 그녀에게 큰 행운을 가져다주지 못했다. 2015년 영화 '트윈 러버스', 2016년 파르하드와 시린에서의 연기가 그에게 큰 성공을 가져다 주었습니다. 프로듀서 루슬란 미르자예프는 영화 '이스탄불 억만장자'에서 주연을 맡아 성공을 거두었습니다. 영화 '판자라'에서 부정적인 주인공을 연기하면서 그는 대중에게 다재다능한 배우임을 보여주었습니다. 그는 루스탐 사디예프 "오타 로지"에 출연했습니다. 터키와 공동 제작한 시리즈 '배틀 오브 하트'와 '게임 오브 러브'는 그에게 진정한 명성을 가져다 주었습니다. 2021년에는 영화 '오퍼레이션 머시'에서 군인 역할로 출연했습니다. 현재 초연을 기다리는 영화는 루스탐 사디에프가 감독한 '바론 2'와 루슬란 미르자예프가 프로듀서한 '유르 무하바트'입니다.

## 필모그래피
아래는 바흐실로 파툴라예프가 출연한 영화를 연대순으로 정리한 목록입니다.
| 년도 | 제목                                              | 역할     | 참조        |
| ---- | ------------------------------------------------- | -------- | ----------- |
| 2012 | 외침 (Faryod)                                     |          | [ 3 ]       |
| 2014 | 눈물 (Ko'z yoshim)                                |          | [ 4 ] [ 6 ] |
| 2015 | 쌍둥이 연인 (Egizak oshiqlar)                     |          | [ 5 ]       |
| 2015 | 행복 뒤의 고통 (Baxt ortidagi dard)               |          |             |
| 2016 | 파하드와 시린 (Farxod va Shirin)                  |          | [ 7 ]       |
| 2016 | 운명이 웃기네 (Taqdir xazili)                     |          |             |
| 2017 | 사랑하지 않는다 (Sevadi sevmaydi)                 |          | [ 8 ]       |
| 2018 | 그릴 (Panjara)                                    |          |             |
| 2019 | 아버지도 동의한다 (Ota rozi)                      |          | [ 9 ]       |
| 2019 | 이스탄불 출신의 억만장자 (Istanbullik milliarder) |          | [ 10 ]      |
| 2021 | 메르 작전 (Mehr operatsiyasi)                     | 일반적인 |             |
| 2022 | 남작 2 (Baron 2)                                  |          | [ 11 ]      |
| 2024 | 사랑에 빠졌다 (Sevda)                             |          |             |
| 2025 | 쌍둥이는 터키에 있어요(Egizaklar Turkiyada)       |          |             |

### 시리즈
| 년도      | 제목                                   | 참조          |
| --------- | -------------------------------------- | ------------- |
| 2020      | 마음의 전투 Yuraklar jangi             | [ 12 ]        |
| 2020–2021 | 사랑 게임Ishq oʻyinlari                | [ 13 ] [ 14 ] |
| 2021      | 두려워하지 마세요 (Qo’rqma yural)      |               |
| 2022      | 고 러브 en:Yur Muhabbat (Yur Muhabbat) | [ 15 ]        |
| 2024      | 관세 지불 (Boj badal)                  |               |